# Gavilan SC

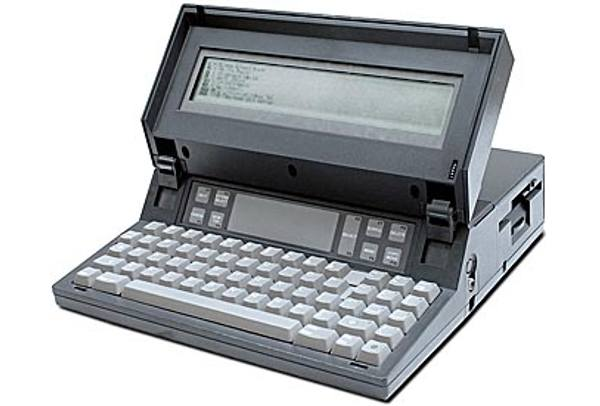
Un Gavilan SC.

El Gavilan SC fue una de los primeros ordenadores portátiles, y fue el primero que se comercializó como un laptop "ordenador portátil". El fundador de Gavilán Computer Corp fue Manuel (Manny) Fernández.

## Creación
El Gavilán fue presentado en la feria COMDEX Spring '83 en abril de 1983, aproximadamente al mismo tiempo que el similar Sharp PC-5000. Llegó al mercado un año después del GRID Compass, con el que comparte varios detalles de vanguardia, en particular, un diseño de cuchara, en el que la pantalla se pliega sobre el cierre de teclado. 

## Características
El Gavilan era más asequible que el GRiD, a un precio de catálogo en torno a 4000 dólares de los EE.UU. Alimentado por un procesador Intel 8088 de 5 MHz, fue equipado con una interfaz gráfica de usuario, almacenada en sus 48 KB de ROM, un módem estándar interno de 300 baudios y una compacta impresora que se adjuntaba a la parte trasera de la máquina de manera opcional. 
La máquina incluía un software se programa terminal, MS-DOS, y MBasic (una versión del lenguaje de programación BASIC). Un Office Pack de cuatro aplicaciones - Sorcim SuperCalc y SuperWriter, PFS y archivos. Era mucho más pequeño que los portátiles competidores de IBM compatibles, tales como la Compaq portátil, que eran del tamaño de una máquina de coser portátil y pesaba más del doble de la del Gavilán 4 kg (9 libras) y a diferencia de la Gavilán no se podía ejecutar sin baterías. Gavilán afirmó que la SC podría ejecutar hasta nueve horas con baterías de níquel-cadmio. 
El Gavilan poseía una pantalla LCD con una inusual resolución de 400x64 píxeles. Incluía un pionero touchpad como dispositivo señalador, instalado en un panel encima del teclado. Se utiliza la memoria CMOS estático, y llegó con 64 kilobytes estándar. Memoria ampliable fue a través de plug-in de los módulos, para lo cual hay cuatro puertos de expansión disponibles (32 KB cada módulo costaba $ 350 e incluía una copia de seguridad de la batería), que también podría ser utilizada para los cartuchos ROM de software. 

## Diseño
Jack Hall, un galardonado diseñador industrial, fue contratado para trabajar en la ergonomía, la mecánica y aspecto general de la Gavilán. El módulo compacto de la impresora es el resultado de una colaboración entre el Salón de Diseño y CITOH de Japón. Además,fueron incorporadas en el diseño varias características patentables, como la única bisagra en la pantalla y la impresora. 
Gavilán fue diseñado para dar cabida a una unidad microfloppy de 3,0-pulgadas 320K, así como una disquetera de 3.5 pulgadas. Bajó de ventas debido al todavía subdesarrollado mercado de los ordenadores portátiles.
- Datos: Q5528070
- Multimedia: Gavilán SC / Q5528070